# Ma vie d'autiste
Ma vie d'autiste est une autobiographie de Temple Grandin, originellement parue en anglais américain en 1986, sous le titre de Emergence : Labeled autistic. Elle a été traduite dans de nombreuses langues, dont le français en 1994, aux éditions Odile Jacob.

## Éditions
- Temple Grandin et Margaret M. Scariano (coll.) (trad. de l'anglais par de l'anglais américain par Virginie Schaeffer, préf. de Gilbert Lelord), Ma vie d'autiste [« Emergence : labeled autistic »], Paris, Odile Jacob, septembre 1994, 1re éd., 200 p., 22 cm (ISBN 2-7381-0265-4 et 978-2-7381-0265-2, OCLC 31724753, BNF 35717062, présentation en ligne)
- Ma vie d'autiste  (trad. de l'anglais), Paris, Odile Jacob, coll. « Poches » (no 38), janvier 2001, 233 p., 18 cm (ISBN 2-7381-0919-5 et 978-2-7381-0919-4, OCLC 466734556, BNF 37207898, présentation en ligne).

Traduction en espagnol en 1997 :(es) Temple Grandin et Margaret M. Scariano, Atravesando las puertas del autismo : una historia de esperanza y recuperación, Paidós, 1997, 175 p. (ISBN 950-12-3536-X et 9789501235364).
Traduction en allemand en 2014 : (de) Temple Grandin (trad. de l'anglais), Durch die gläserne Tür : Lebensbericht einer Autistin, Verlag Rad und Soziales, 2014, 228 p. (ISBN 978-3-945668-03-0 et 3-945668-03-4, lire en ligne)

## Impact
D'après Steve Silberman, cet ouvrage joue un rôle majeur en matière de compréhension de l'autisme, s'agissant de la première autobiographie permettant de comprendre l'autisme « de l'intérieur ». Au contraire de la majorité des ouvrages médicaux de l'époque, Temple Grandin présente son autisme comme étant à la fois un handicap et un avantage, suivant sa formule devenue célèbre, « différent, pas attardé » (different, not less, en anglais). À l'époque, l’authenticité de cette première publication, de même que la condition d'autiste de Temple Grandin, sont mises en doute par plusieurs professionnels de santé. Notamment, l'auteur de la préface Bernard Rimland présente Emergence comme étant « le premier livre écrit par une personne qui a guéri de l'autisme ». Également, le neurologue britannique Oliver Sacks met en doute le fait que Temple Grandin soit bien l'auteur de son autobiographie, considérant dans un premier temps impossible qu'une personne autiste puisse se livrer à l'introspection. Il soupçonne sa co-auteur, Margaret Scariano, d'être en réalité sa nègre littéraire, avant de réviser sa position en rencontrant Temple Grandin.